# Ahmed Ben Salah
Ahmed Ben Salah (in arabo أحمد بن صالح‎?, Aḥmad ben Ṣāliḥ; Moknine, 13 gennaio 1926 – Tunisi, 16 settembre 2020) è stato un politico e sindacalista tunisino.

## Biografia
Di tendenze marcatamente socialiste, fu ministro in Tunisia dal 1961 al 1969. Riferimento fondamentale, con Bourguiba, della lotta per l'indipendenza della Tunisia dall'occupazione francese, fu esponente di spicco dell'Unione Generale Tunisina del Lavoro (UGTT) (in arabo الاتحاد العام التونسي للشغل‎?, al-Ittihād al-'Amm al-Tunusī lil-Shaghl), la principale organizzazione sindacale del Paese, di cui divenne Segretario generale poco prima del "Discorso di Cartagine" (31 luglio 1954) in cui Pierre Mendès France riconobbe alla Tunisia il diritto all'autonomia interna. Succedette così a Farhat Hached, assassinato il 5 dicembre 1952.
Lasciato il sindacato e dedicatosi alla vita politica, divenne presto ministro e infine Primo Ministro, per espressa volontà di Bourguiba. Condusse quindi per circa un decennio una vigorosa politica favorevole al sistema cooperativistico nel Paese, scontrandosi con non poche resistenze e urtando non meno radicati interessi di parte. Gli esiti si rivelarono infine fallimentari, tanto da essere sfiduciato dal Consiglio della Repubblica, allora il più alto organo politico del Paese, che decise l'abbandono della collettivizzazione nel 1969.
Ben Salah fu quindi espulso dal Partito Socialista Desturiano, accusato di aver abusato della fiducia del Presidente Bourguiba (che in realtà non volle affrontare l'impopolarità del Paese, malgrado avesse a lungo e in modo convinto accordato pieno sostegno al suo antico compagno di lotta) e sottoposto a processo davanti all'Alta Corte. Condannato a dieci anni di lavori forzati, nel 1973 riuscì a fuggire dalla sua prigione e riparò in Algeria. Fu graziato da Ben Ali nel 1988. Durante l'esilio fondò un suo partito, il Movimento dell'Unità Popolare (MUP), riconosciuto solo nel 2011.